# Tramlijn Antwerpen - Tholen
De tramlijn Antwerpen - Tholen was een tramlijn van Antwerpen via Bergen op Zoom naar Tholen.

## Geschiedenis
Het gedeelte tussen Bergen op Zoom en Tholen werd geopend op 15 september 1882 door de Stoomtramweg-Maatschappij Bergen op Zoom - Tholen. In 1887 werd de lijn verlengd vanuit Antwerpen door de Stoomtramweg-Maatschappij Antwerpen - Bergen op Zoom - Tholen, die inmiddels de aandelen van de Stoomtramweg-Maatschappij Bergen op Zoom - Tholen had overgenomen.
In Nederland waren er haltes in Tholen (pas na de aanleg van de oude Tholense brug in 1928 stopte de tram in de stad zelf, voor die tijd was er een veerverbinding), Halsteren, Bergen op Zoom, Hoogerheide, Calfven, Ossendrecht en de rijksgrens bij Kabeljauw (ook gespeld Kabeljouw). Bij Kabeljauw was er een rangeerterrein en een douanepost. Tijdens de Eerste Wereldoorlog was de grensovergang bij Kabeljauw gesloten. Deze halte werd toen een keerpunt voor de trams. Het gebouw van de douanepost werd in 1945 vernietigd door de inslag van een V1.

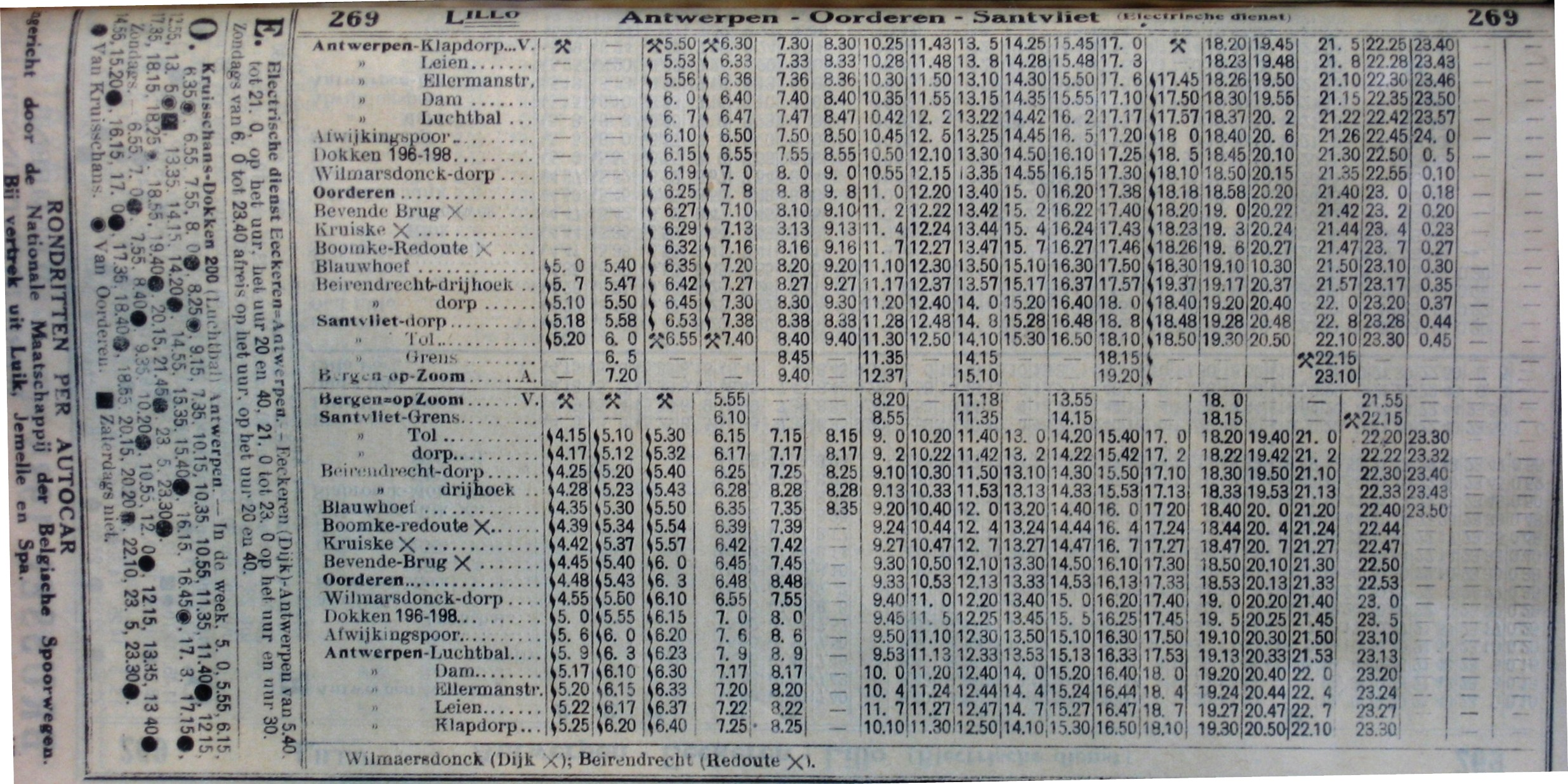
Internationale reizigersdienstregeling in 1933

In 1919 besloot de NMVB het Belgische kaapspoor gedeelte te versmallen naar meterspoor om het aan te laten sluiten op het Antwerpse netwerk. Hierdoor werd de doorgaande verbinding verbroken en moesten reizigers voortaan overstappen in Zandvliet. Op 18 november 1929 wordt de kortere route via Oorderen in gebruik genomen. Voorheen reed de tram langs Stabroek en Hoevenen. Op 3 mei 1931 is de lijn van Antwerpen tot net over de Nederlandse grens (Kabeljauw) het nieuwe overstappunt geëlektrificeerd. Kort daarna werd het Nederlandse deel van de lijn gesloten en opgebroken in 1934.

Lijnfilm voor lijn 77, in gebruik sinds 1946 op de standaard-trams

Tot 1935 reed de tram naar Zandvliet onder de lijnletter S en daarna onder het lijnnummer 77. De tramlijn naar Zandvliet is op 5 november 1960 verbust en kort daarna opgebroken. Na de Tweede Wereldoorlog is de busverbinding van Antwerpen naar Bergen op Zoom verplaatst naar de route via Kapellen en Putte, waarop rechtstreekse bussen hebben gereden.